# Stenopogon gracilis
Stenopogon gracilis là một loài ruồi trong họ Asilidae. Stenopogon gracilis được Macquart miêu tả năm 1838.